# Barranc de Ruixou
El barranc de Ruixou és un barranc, afluent del Flamisell. Neix de la confluència del Llau de la Pala i del Llau de la Riera a l'oest del Serrat del Bedre. Comença el seu recorregut al terme de Baix Pallars, a l'antic terme de Montcortès de Pallars, després fa de termenal entre aquest darrer terme i el de la Torre de Cabdella, a l'antic terme de la Pobleta de Bellveí, on desemboca al Flamissell després d'un recorregut d'uns 4 km. Té tota una sèrie d'afluents petits, com el Llau Llobatera, el Llau del Clotarràs, el Llau de les Costes i uns altres sense nom.